# 포켓몬 목록

1세대에서 추가된 150마리의 포켓몬이다. 좌측 상단의 이상해씨부터, 우측 하단의 뮤츠까지 전국도감의 순서대로 배열되어 있다.

포켓몬스터 시리즈에는 다양한 모습과 성능을 가진 1000마리 이상의 가상의 개체들이 등장한다. 이들은 포켓몬스터 또는 포켓몬(일본어: ポケモン, 영어: Pokémon)이라고 불리며, 인간과 함께 포켓몬 세계의 다양한 지방에서 거주한다. 많은 포켓몬이 더 강한 포켓몬으로 진화할 수 있으며, 진화 후에도 비슷한 형태를 유지하는 경우도 있지만, 그 형태가 급격하게 변화하기도 한다.
포켓몬은 1989년 타지리 사토시가 처음으로 구상하였다. 초기에는, 스기모리 켄을 중심으로 한 몇 명의 아티스트가 포켓몬을 디자인했지만 2013년에는 20명이 넘는 아티스트가 새로운 포켓몬 디자인에 참여했다. 스기모리 켄과 요시다 히로노부가 디자인 팀을 이끌어 포켓몬의 최종 디자인을 결정하였다. 세대가 바뀜에 따라, 새로운 포켓몬이 지속적으로 추가되었는데, 각 세대에 추가된 포켓몬들에 대해서는 긍정적 평가와 부정적 평가가 공존해 왔다. 포켓몬의 외형은 동물 또는 식물, 신화적이고 미신적인 존재는 물론 무생물을 모티브로 하기도 한다.
포켓몬은 세대의 구분을 통해서 분류된다. 세대의 구분은 새로운 메인 타이틀의 발표와 함께 이루어지는데, 게임의 플랫폼 변화 또한 동반하는 경우가 많다. 이때마다 세대 별 신규 포켓몬이 추가된다.
1세대는 《적 · 녹 · 청 · 피카츄》, 2세대는 《금 · 은 · 크리스탈》, 3세대는 《루비 · 사파이어》 · 《에메랄드》 · 《파이어레드 · 리프그린》, 4세대는 《다이아몬드 · 펄》 · 《플래티넘》 · 《하트골드 · 소울실버》, 5세대는 《블랙 · 화이트》 · 《블랙2 · 화이트2》, 6세대는 《X · Y》 · 《오메가루비 · 알파사파이어》, 7세대는 《썬 · 문》 · 《울트라썬 · 울트라문》 · 《레츠고! 피카츄 · 이브이》, 8세대는 《소드 · 실드》 · 《브릴리언트 다이아몬드 · 샤이닝 펄》 · 《레전드 아르세우스》, 9세대는 《스칼렛 · 바이올렛》를 타이틀로 한다. 1세대 관동지방에서 151마리, 2세대 성도지방에서 100마리, 3세대 호연지방에서 135마리, 4세대 신오지방에서 107마리의 새로운 포켓몬이 추가되었고, 5세대 하나지방에서는 가장 많은 156마리의 포켓몬이 추가되었다. 이후 6세대 칼로스지방에서 72마리, 7세대 알로라지방에서 88마리, 8세대 가라르지방에서는 96마리, 9세대 팔데아지방에서는 120마리가 추가되었다.
총 1025마리의 포켓몬은 게임 내의 전자 백과사전인 전국도감에 등재되어 있으며, 일련번호를 부여받는다. 전국도감은 각 지방별 도감으로 나누어지며, 각각의 지방별 도감은 해당 세대에서 처음 추가된 포켓몬 전부와 함께 이전 세대의 포켓몬을 일부 수록하고 있다. 예를 들어, 성도지방의 도감에는 2세대 소프트웨어에서 새롭게 추가된 100마리의 포켓몬 외에 1세대 관동지방의 포켓몬 151마리도 수록되어 있다. 전국도감에는 포켓몬 목록과 함께 각 포켓몬의 서식지, 울음소리, 특징들이 기록되어 있다.
모든 지방도감의 포켓몬의 일련번호는 정해진 기준에 따라 주어진다. 스타팅 포켓몬과 그의 진화체가 가장 먼저 기록되고, 이후부터는 플레이어가 게임에서 일반적으로 만날 수 있는 순서대로 나열되며, 해당 지방의 전설의 포켓몬과 환상의 포켓몬으로 도감이 마무리된다.

## 콘셉트

포켓몬스터의 18개 타입과 각 타입 간의 상성을 보여주는 표

포켓몬스터의 전반적인 콘셉트는 게임 프리크의 창립자인 타지리 사토시에 의해 착안되었다. 포켓몬스터 세계관은 타지리 사토시의 유년기 취미인 곤충 채집에서 시작되었으며, 울트라맨을 비롯한 일본의 애니메이션과 비디오 게임에도 영향을 받았다. 그는 자연 속의 시골이었던 그의 고향이 도시화되면서 곤충을 잡을 수 없게 되자, 포켓몬스터라는 가상의 생물을 만들어 세상과 공유함으로써 유년기의 추억을 회복하고자 했다. 포켓몬스터 시리즈의 첫 번째 작품인 《적·녹》은 게임 보이 플랫폼으로 1996년 2월 27일 일본에서 출시되었으며, 1998년 9월에 전 세계에서 출시되었다.
포켓몬을 포획하고 성장시키며, 서로 교환하는 독특한 게임 시스템은 폭발적인 인기를 끌었고, 포켓몬스터를 수십 억 달러의 가치를 지닌 프랜차이즈로 성장시켰다. 현재, 포켓몬스터 시리즈는 세계에서 가장 많은 수익을 낸 비디오 게임 시리즈이다.
포켓몬스터 시리즈의 비디오게임에서는, 플레이어가 세 마리의 스타팅 포켓몬 중 하나를 선택한 후 상대 포켓몬과 전투하고, 다른 포켓몬을 포획할 수 있다. 각각의 포켓몬은 하나 또는 두 개의 타입을 가지는데, 예를 들어 피카츄는 전기 타입이며, 이상해꽃은 풀, 독 타입이다. 특정 타입은 다른 타입에 강하거나 약하다. 페어리 타입의 포켓몬은 강철 타입의 기술에 큰 피해를 입지만, 악 타입의 기술에는 별로 피해를 입지 않으며, 드래곤 타입의 기술을 무효화시킨다. 이러한 타입의 상성은 ‘가위바위보’ 게임과 비교되는데, 플레이어는 이러한 타입 간의 상성을 고려하여 다양한 상대의 포켓몬에 맞서 어떠한 전략과 기술을 사용할 것인지를 선택하게 된다.
많은 포켓몬은 더욱 강력하고 몸집이 큰 형태로 진화할 수 있다. 진화 시, 외형의 변화와 함께 능력치가 상승하며, 더욱 다양한 공격 기술을 배울 수 있게 된다. 진화를 하기 위해서는 정해진 레벨에 도달하거나, 특별한 아이템을 사용해야 하며, 특정 기술을 배워야 하는 경우도 있다. 노말 타입의 포켓몬인 이브이는 여덟 가지의 형태로 진화할 수 있다. 1세대 소프트웨어에서는 불 타입인 부스터, 물 타입인 샤미드, 전기 타입인 쥬피썬더로 진화할 수 있으며, 2세대 작품군에서는 에스퍼 타입인 에브이, 악 타입인 블래키로도 진화할 수 있게 되었다. 4세대 작품군에서는 얼음 타입인 글레이시아, 풀 타입인 리피아가 추가되었고, 6세대 작품군에서는 페어리 타입의 등장과 함께, 님피아가 추가되었다. 각각의 진화체들은 사용할 수 있는 기술과 능력치가 다르며, 진화 방법 또한 다르다.
6세대 작품군에는 메가진화(일본어: メガシンカ)라는 새로운 요소가 도입되었다. 일반적인 진화와 다르게 메가 진화는 전투 중에만 유지되며, 전투 종료 시에는 원 상태로 복구된다. 총 48마리의 포켓몬이 메가 진화할 수 있다.
캐스퐁, 로토무, 안농, 루가루암, 체리버 등의 포켓몬은 특성과 날씨에 영향을 받아 전투 중 능력치 또는 타입이 변화하지만, 이들을 별개의 개체로 분류하지는 않는다. 일부 포켓몬은 성별에 따라 형태가 다르다. 한 종류의 포켓몬은 수컷과 암컷이 모두 존재하는 것이 일반적이나, 밀탱크, 켄타로스와 같이 하나의 성별만이 존재하는 포켓몬이 존재하기도 하며, 동탁군과 같이 무성인 경우도 있다.
포켓몬스터 시리즈는 기본적으로 어린 플레이어들을 대상으로 하지만, 각각의 포켓몬은 성격, 특성, 종족값, 개체값, 노력치와 같은 복잡한 속성을 가지고 있다. 게임 프리크의 이사인 마스다 준이치는, 더욱 깊이 있게 배틀을 즐기고자 하는 플레이어들을 위해 이러한 요소를 도입했다고 밝혔다. 덧붙여, 포켓몬스터 비디오 게임 시리즈의 기초적 콘셉트가 포켓몬을 포획하고, 성장시키는 데에 있기 때문에 이러한 수치들이 포함된 것이라고 언급했다. 디자이너 카와치마루 타케시는 개체값과 노력치 시스템을 도입한 이유에 대해, 각각의 포켓몬이 개별성과 독창성을 가질 수 있도록 하기 위함이었다고 밝혔다. 각각의 포켓몬스터 게임에는 전설의 포켓몬과 환상의 포켓몬이 소개되는데, 이들은 매우 강력하고 희귀하며, 포획하기 어려운 것이 특징이다. 7세대 작품군 《썬·문》에서는 울트라비스트가 시리즈 최초로 등장하였다. 이들은 다른 차원에서 넘어온 존재로, 알로라지방에서 발견된다. 전설의 포켓몬과 환상의 포켓몬과 비슷하게 이들은 매우 강력하고 희귀하다.

## 디자인과 개발

포켓몬스터의 진화 시스템은 포켓몬 이브이(중앙)에 의해 가장 뚜렷하게 드러난다. 이브이는 총 8가지의 포켓몬으로 진화할 수 있는데, 각각으로의 진화를 위해 요구되는 방법이 다르다. 예를 들어, 부스터(우측 상단)로 진화하기 위해서는 이브이에게 아이템 불꽃의돌을 사용해야 하며, 샤미드(좌측 상단)로 진화하기 위해서는 이브이에게 아이템 물의돌을 사용해야 한다.

포켓몬스터 시리즈에 처음으로 등장한 151마리의 포켓몬은 스기모리 켄, 니시다 아츠코를 비롯한 10명 미만의 인원이 디자인하였다. 이후 디자이너의 수가 점차 증가하여, 2013년 6세대 《X·Y》의 새로운 포켓몬은 20명의 디자이너가 디자인했다. 최초 디자인이 끝난 이후에는, 다섯 명으로 구성된 위원회가 게임에 들어갈 포켓몬을 결정하였고, 스기모리 켄과 요시다 히로노부가 이들의 모습을 최종적으로 수정했다. 스기모리는 각 게임의 박스아트에 그려지는 전설의 포켓몬을 디자인하고, 모든 공식 아트워크를 담당한다. 요시다는, 각 게임에서 추가되는 포켓몬들의 수의 5배에서 10배에 달하는 디자인들이 최종 결정 단계에서 반려된다고 말했다. 또한, 트리토돈과 같이, 이전 세대에서 반려된 포켓몬이 이후 세대에서 추가되는 경우도 드물게 있다고 밝혔다. 《썬·문》의 감독인 오오모리 시게루는, 포켓몬스터 시리즈가 20여 년간 이어져 오면서 수많은 포켓몬이 디자인되었기 때문에, 새로운 포켓몬을 디자인하는 것이 이전보다 어려운 과제가 되었다고 밝혔다. 이렇게 디자인된 포켓몬들의 외형은 호평부터 악평까지 다양한 반응을 불러온다.
대부분의 포켓몬은 실제 생물과 굉장히 유사하나 무생물을 본떠 만들어진 포켓몬도 존재한다. 마스다 준이치와 그래픽 디자이너인 운노 타카오는, 포켓몬의 영감은 어떤 것으로부터든지 올 수 있다고 언급했다. 세계의 다양한 문화와 동식물은 포켓몬스터 시리즈에 도입되는 아이디어의 기반이 된다. 포켓몬이 디자인될 때에는, 그 포켓몬이 살아갈 지방의 환경 또한 고려된다. 예를 들어, 큐아링은 미국 하와이 주의 전통 리스인 레이와 비슷한 모습을 하고 있는데, 이는 큐아링이 등장하는 알로라지방의 분위기와 적절하게 어울린다.
마스다는 외형 디자인에 있어서 포켓몬스터의 각 요소 하나하나가 기능적 역할을 가지고 있다고 말했다. 예를 들어, 디자인 팀이 먼저 한 포켓몬의 발자국을 만든 후, 그 발자국을 찍을 수 있을 만한 포켓몬의 형태를 디자인하기도 한다고 밝혔다. 또는, 어떠한 타입 조합이 흥미로울지 고려해보는 등, 게임 내 시스템을 살펴보며 영감을 얻기도 한다고 말했다. 포켓몬이 어떤 타입을 부여할 것인지 결정하는 때는 유동적이라고 밝혔다. 마스다는 먼저 포켓몬이 완벽하게 디자인된 후 타입이 정해지기도 하며, 먼저 특정 타입의 포켓몬을 제작하기로 결정한 후 디자인을 시작하기도 한다고 말했다. 각각의 포켓몬은 정확한 신장과 무게를 가지며, 이는 전국도감에 기록된다.
1세대 포켓몬의 경우 디자인이 비교적 간단했지만, 포켓몬의 외형은 후에 더욱 복잡한 형태로 발전되어 나타났다. 또한 세대가 지나면 지날수록, 특정한 테마를 가지고 디자인되는 경우도 많아졌다. 예를 들어, 4세대의 포푸니라는 빠른 속도로 무리 지어 사냥하며, 낫 모양의 손톱을 가지고 있는 일본의 요괴 카마이타치를 모티브로 만들어졌는데, 이러한 요소들은 모두 포푸니라의 디자인과 도감 설명, 그리고 종족값에 반영되어 있다. 6세대에 새롭게 소개된 포켓몬의 디자인은, 칼로스 지방이 프랑스와 유럽 일대를 모티브로 하는 만큼 유럽의 문화와 동물로부터 큰 영향을 받았다. 그러나, 2013년 《X·Y》가 출시된 이후, 스기모리 켄은 포켓몬스터의 디자인이 시리즈 초기의 간단하고 직관적인 디자인으로 회귀하기를 바란다고 밝혔다.
마스다 준이치는 스타팅 포켓몬의 디자인을 가장 중요시한다고 밝혔다. 디자이너인 요시다는, 스타팅 포켓몬은 “해당 세대의 얼굴”이며, “항상 게임의 포장지에 그려져 있어야 한다.”라고 말했다. 각 세대의 스타팅 포켓몬은 항상 풀 타입, 불 타입, 물 타입으로 고정되어 있는데, 마스다는 이가 새롭게 시리즈를 접한 플레이어들이 타입 간의 상성을 쉽게 이해할 수 있게 하기 위한 조치의 일환이라고 밝혔다. 스타팅 포켓몬의 디자인은 대부분 쉽게 알아볼 수 있는 동물을 모티브로 하고 있으며, 다른 포켓몬들보다 더 두드러지게 디자인되고, 확실한 특징과 설정이 부여된다.
2009년 게임스레이더와의 인터뷰에서 마스다는, 일반적인 포켓몬은 디자인하고 개발하는 데에 약 6개월이 소요되지만, 스타팅 포켓몬, 전설의 포켓몬 등을 비롯해 게임 내에서 더욱 중요한 역할을 하는 특수한 포켓몬들을 개발하는 데에는 1년 이상이 소요되기도 한다고 밝혔다. 마스다는, 디자이너가 각자의 자유를 가지고 디자인하기를 바라며, 어떠한 종류의 포켓몬을 원한다고 말함으로써 디자이너가 가지고 있는 상상력의 폭을 좁히고 싶지 않다고 언급했다. 또한, “나는 디자이너들에게 항상 포켓몬을 디자인하고 있다는 생각에 갇히지 말고 가능한 한 창의적인 자세를 지니라고 강조한다.”라고 덧붙였다. 포켓몬이 디자인된 후에는, 해당 디자인이 배틀 프로듀서에게 전달된다. 배틀 프로듀서는 포켓몬의 디자인과 디자인의 모티브, 추가된 설정을 종합적으로 고려하여, 포켓몬이 게임 내에서 배울 수 있는 기술들의 목록과 포켓몬의 종족값을 결정한다.

## 포켓몬의 목록
| 세대  | 연도            | 메인 타이틀 게임                                      | 리메이크                                   | 플랫폼                    | 추가된 수 | 추가된 수 | 추가된 수 |
| 세대  | 연도            | 메인 타이틀 게임                                      | 리메이크                                   | 플랫폼                    | 게임      | 세대      | 총합      |
| ----- | --------------- | ----------------------------------------------------- | ------------------------------------------ | ------------------------- | --------- | --------- | --------- |
| 1세대 | 1996–1999       | 포켓몬스터 적 · 녹 · 청 · 피카츄                      | 빈칸                                       | 게임 보이, 닌텐도 3DS     | 151       | 151       | 151       |
| 2세대 | 1999–2002       | 포켓몬스터 금 · 은 · 크리스탈                         | 빈칸                                       | 게임보이 컬러, 닌텐도 3DS | 100       | 100       | 251       |
| 3세대 | 2002–2006       | 포켓몬스터 루비 · 사파이어 · 에메랄드                 | 포켓몬스터 파이어레드 · 리프그린           | 게임보이 어드밴스         | 135       | 135       | 386       |
| 4세대 | 2006–2010       | 포켓몬스터 다이아몬드 · 펄 · 플래티넘                 | 포켓몬스터 하트골드 · 소울실버             | 닌텐도 DS                 | 107       | 107       | 493       |
| 5세대 | 2010–2013       | 포켓몬스터 블랙 · 화이트 · 포켓몬스터 블랙2 · 화이트2 | 빈칸                                       | 닌텐도 DS                 | 156       | 156       | 649       |
| 6세대 | 2013–2016       | 포켓몬스터 X · Y                                      | 포켓몬스터 오메가루비 · 알파사파이어       | 닌텐도 3DS                | 72        | 72        | 721       |
| 7세대 | 2016–2019       | 포켓몬스터 썬 · 문                                    |                                            | 닌텐도 3DS                | 81        | 88        | 809       |
| 7세대 | 2016–2019       | 포켓몬스터 울트라썬 · 울트라문                        | 5                                          | 닌텐도 3DS                |           | 88        | 809       |
| 7세대 | 2016–2019       |                                                       | 포켓몬스터 레츠고! 피카츄 · 레츠고! 이브이 | 닌텐도 스위치             | 2         | 88        | 809       |
| 8세대 | 2019년 - 2022년 | 포켓몬스터 소드·실드                                  | 포켓몬스터 브릴리언트 다이아몬드·샤이닝 펄 | 닌텐도 스위치             | 81        | 96        | 905       |
| 8세대 | 2019년 - 2022년 | 포켓몬스터 소드·실드 DLC                              | 포켓몬스터 브릴리언트 다이아몬드·샤이닝 펄 | 닌텐도 스위치             | 8         | 96        | 905       |
| 8세대 | 2019년 - 2022년 | Pokémon LEGENDS 아르세우스                            | 포켓몬스터 브릴리언트 다이아몬드·샤이닝 펄 | 닌텐도 스위치             | 7         | 96        | 905       |

### 포켓몬의 이름
| 색 / 기호 | 의미          | 설명                                               |
| --------- | ------------- | -------------------------------------------------- |
| 칼표      | 스타팅 포켓몬 | 플레이어가 처음으로 얻을 수 있는 포켓몬            |
| ♩         | 화석 포켓몬   | 화석을 복원해 얻을 수 있는 고대의 포켓몬           |
| ※         | 아기 포켓몬   | 교배를 통해서만 얻을 수 있는 포켓몬                |
| 이중 칼표 | 전설의 포켓몬 | 포켓몬 세계의 전설과 민담에 등장하는 강력한 포켓몬 |
| ♭         | 환상의 포켓몬 | 배포 이벤트를 통해서만 얻을 수 있는 포켓몬         |
| ♯         | 울트라비스트  | 다른 차원에서 온 포켓몬                            |
| § / ¶     | 메가진화      | 6세대, 7세대 작품군에서 메가진화할 수 있는 포켓몬  |

| 1세대              | 1세대              | 2세대              | 2세대              | 3세대              | 3세대              | 4세대              | 4세대              | 5세대 | 5세대        | 6세대              | 6세대              | 7세대              | 7세대              | 8세대              | 8세대              |
| #                  | 이름               | #                  | 이름               | #                  | 이름               | #                  | 이름               | #     | 이름         | #                  | 이름               | #                  | 이름               | #                  | 이름               |
| ------------------ | ------------------ | ------------------ | ------------------ | ------------------ | ------------------ | ------------------ | ------------------ | ----- | ------------ | ------------------ | ------------------ | ------------------ | ------------------ | ------------------ | ------------------ |
| 001                | 이상해씨 †         | 152                | 치코리타 †         | 252                | 나무지기 †         | 387                | 모부기 †           | 494   | 비크티니 ♭   | 650                | 도치마론 †         | 722                | 나몰빼미 †         | 810                | 흥나숭 †           |
| 002                | 이상해풀           | 153                | 베이리프           | 253                | 나무돌이           | 388                | 수풀부기           | 495   | 주리비얀 †   | 651                | 도치보구           | 723                | 빼미스로우         | 811                | 채키몽             |
| 003                | 이상해꽃 §         | 154                | 메가니움           | 254                | 나무킹 ¶           | 389                | 토대부기           | 496   | 샤비         | 652                | 브리가론           | 724                | 모크나이퍼         | 812                | 고릴타             |
| 004                | 파이리†            | 155                | 브케인 †           | 255                | 아차모 †           | 390                | 불꽃숭이 †         | 497   | 샤로다       | 653                | 푸호꼬 †           | 725                | 냐오불 †           | 813                | 염버니 †           |
| 005                | 리자드             | 156                | 마그케인           | 256                | 영치코             | 391                | 파이숭이           | 498   | 뚜꾸리 †     | 654                | 테르나             | 726                | 냐오히트           | 814                | 래비풋             |
| 006                | 리자몽 §           | 157                | 블레이범           | 257                | 번치코 §           | 392                | 초염몽             | 499   | 차오꿀       | 655                | 마폭시             | 727                | 어흥염             | 815                | 에이스번           |
| 007                | 꼬부기 †           | 158                | 리아코 †           | 258                | 물짱이 †           | 393                | 팽도리 †           | 500   | 염무왕       | 656                | 개구마르 †         | 728                | 누리공 †           | 816                | 울머기 †           |
| 008                | 어니부기           | 159                | 엘리게이           | 259                | 늪짱이             | 394                | 팽태자             | 501   | 수댕이 †     | 657                | 개굴반장           | 729                | 키요공             | 817                | 누겔레온           |
| 009                | 거북왕 §           | 160                | 장크로다일         | 260                | 대짱이 ¶           | 395                | 엠페르트           | 502   | 쌍검자비     | 658                | 개굴닌자           | 730                | 누리레느           | 818                | 인텔리레온         |
| 010                | 캐터피‡            | 161                | 꼬리선             | 261                | 포챠나             | 396                | 찌르꼬             | 503   | 대검귀       | 659                | 파르빗             | 731                | 콕코구리           | 819                | 탐리스             |
| 011                | 단데기             | 162                | 다꼬리             | 262                | 그라에나           | 397                | 찌르버드           | 504   | 보르쥐       | 660                | 파르토             | 732                | 크라파             | 820                | 요씽리스           |
| 012                | 버터플             | 163                | 부우부             | 263                | 지그제구리         | 398                | 찌르호크           | 505   | 보르그       | 661                | 화살꼬빈           | 733                | 왕큰부리           | 821                | 파라꼬             |
| 013                | 뿔충이             | 164                | 야부엉             | 264                | 직구리             | 399                | 비버니             | 506   | 요테리       | 662                | 불화살빈           | 734                | 영구스             | 822                | 파크로우           |
| 014                | 딱충이             | 165                | 레디바             | 265                | 개무소             | 400                | 비버통             | 507   | 하데리어     | 663                | 파이어로           | 735                | 형사구스           | 823                | 아머까오           |
| 015                | 독침붕 ¶           | 166                | 레디안             | 266                | 실쿤               | 401                | 귀뚤뚜기           | 508   | 바랜드       | 664                | 분이벌레           | 736                | 턱지충이           | 824                | 두루지벌레         |
| 016                | 구구               | 167                | 페이검             | 267                | 뷰티플라이         | 402                | 귀뚤톡크           | 509   | 쌔비냥       | 665                | 분떠도리           | 737                | 전지충이           | 825                | 레돔벌레           |
| 017                | 피죤               | 168                | 아리아도스         | 268                | 카스쿤             | 403                | 꼬링크             | 510   | 레파르다스   | 666                | 비비용             | 738                | 투구뿌논           | 826                | 이올브             |
| 018                | 피죤투 ¶           | 169                | 크로뱃             | 269                | 독케일             | 404                | 럭시오             | 511   | 야나프       | 667                | 레오꼬             | 739                | 오기지게           | 827                | 훔처우             |
| 019                | 꼬렛               | 170                | 초라기             | 270                | 연꽃몬             | 405                | 렌트라             | 512   | 야나키       | 668                | 화염레오           | 740                | 모단단게           | 828                | 폭슬라이           |
| 020                | 레트라             | 171                | 랜턴               | 271                | 로토스             | 406                | 꼬몽울 ※           | 513   | 바오프       | 669                | 플라베베           | 741                | 춤추새             | 829                | 꼬모카             |
| 021                | 깨비참             | 172                | 피츄 ※             | 272                | 로파파             | 407                | 로즈레이드         | 514   | 바오키       | 670                | 플라엣테           | 742                | 에블리             | 830                | 백솜모카           |
| 022                | 깨비드릴조         | 173                | 삐 ※               | 273                | 도토링             | 408                | 두개도스 ♩         | 515   | 앗차프       | 671                | 플라제스           | 743                | 에리본             | 831                | 우르               |
| 023                | 아보               | 174                | 푸푸린 ※           | 274                | 잎새코             | 409                | 램펄드 ♩           | 516   | 앗차키       | 672                | 메이클             | 744                | 암멍이             | 832                | 배우르             |
| 024                | 아보크             | 175                | 토게피 ※           | 275                | 다탱구             | 410                | 방패톱스 ♩         | 517   | 몽나         | 673                | 고고트             | 745                | 루가루암           | 833                | 깨물부기           |
| 025                | 피카츄             | 176                | 토게틱             | 276                | 테일로             | 411                | 바리톱스 ♩         | 518   | 몽얌나       | 674                | 판짱               | 746                | 약어리             | 834                | 갈가부기           |
| 026                | 라이츄             | 177                | 네이티             | 277                | 스왈로             | 412                | 도롱충이           | 519   | 콩둘기       | 675                | 부란다             | 747                | 시마사리           | 835                | 멍파치             |
| 027                | 모래두지           | 178                | 네이티오           | 278                | 갈모매             | 413                | 도롱마담           | 520   | 유토브       | 676                | 트리미앙           | 748                | 더시마사리         | 836                | 펄스멍             |
| 028                | 고지               | 179                | 메리프             | 279                | 패리퍼             | 414                | 나메일             | 521   | 켄호로우     | 677                | 냐스퍼             | 749                | 머드나기           | 837                | 탄동               |
| 029                | 니드런♀            | 180                | 보송송             | 280                | 랄토스             | 415                | 세꿀버리           | 522   | 줄뮤마       | 678                | 냐오닉스           | 750                | 만마드             | 838                | 탄차곤             |
| 030                | 니드리나           | 181                | 전룡 §             | 281                | 킬리아             | 416                | 비퀸               | 523   | 제브라이카   | 679                | 단칼빙             | 751                | 물거미             | 839                | 석탄산             |
| 031                | 니드퀸             | 182                | 아르코             | 282                | 가디안 §           | 417                | 파치리스           | 524   | 단굴         | 680                | 쌍검킬             | 752                | 깨비물거미         | 840                | 과사삭벌레         |
| 032                | 니드런♂            | 183                | 마릴               | 283                | 비구술             | 418                | 브이젤             | 525   | 암트르       | 681                | 킬가르도           | 753                | 짜랑랑             | 841                | 애프룡             |
| 033                | 니드리노           | 184                | 마릴리             | 284                | 비나방             | 419                | 플로젤             | 526   | 기가이어스   | 682                | 슈쁘               | 754                | 라란티스           | 842                | 단지래플           |
| 034                | 니드킹             | 185                | 꼬지모             | 285                | 버섯꼬             | 420                | 체리버             | 527   | 또르박쥐     | 683                | 프레프티르         | 755                | 자마슈             | 843                | 모래뱀             |
| 035                | 삐삐               | 186                | 왕구리             | 286                | 버섯모             | 421                | 체리꼬             | 528   | 맘박쥐       | 684                | 나룸퍼프           | 756                | 마셰이드           | 844                | 사다이사           |
| 036                | 픽시               | 187                | 통통코             | 287                | 게을로             | 422                | 깝질무             | 529   | 두더류       | 685                | 나룸퍼프           | 757                | 야도뇽             | 845                | 윽우지             |
| 037                | 식스테일           | 188                | 두코               | 288                | 발바로             | 423                | 트리토돈           | 530   | 몰드류       | 686                | 오케이징           | 758                | 염뉴트             | 846                | 찌로꼬치           |
| 038                | 나인테일           | 189                | 솜솜코             | 289                | 게을킹             | 424                | 에이팜             | 531   | 다부니 ¶     | 687                | 칼라마네로         | 759                | 포곰곰             | 847                | 꼬치조             |
| 039                | 푸린               | 190                | 에이팜             | 290                | 토중몬             | 425                | 흔들풍손           | 532   | 으랏차       | 688                | 거북손손           | 760                | 이븐곰             | 848                | 일레즌 ※           |
| 040                | 푸크린             | 191                | 해너츠             | 291                | 아이스크           | 426                | 둥실라이드         | 533   | 토쇠골       | 689                | 거북손데스         | 761                | 달콤아             | 849                | 스트린더           |
| 041                | 주뱃               | 192                | 해루미             | 292                | 껍질몬             | 427                | 이어롤             | 534   | 노보청       | 690                | 수레기             | 762                | 달무리나           | 850                | 태우지네           |
| 042                | 골뱃               | 193                | 왕자리             | 293                | 소곤룡             | 428                | 이어롭 ¶           | 535   | 동챙이       | 691                | 드래캄             | 763                | 달코퀸             | 851                | 다태우지네         |
| 043                | 뚜벅쵸             | 194                | 우파               | 294                | 노공룡             | 429                | 무우마             | 536   | 두까비       | 692                | 완철포             | 764                | 큐아링             | 852                | 때때무노           |
| 044                | 냄새꼬             | 195                | 누오               | 295                | 폭음룡             | 430                | 돈크로우           | 537   | 두빅굴       | 693                | 블로스터           | 765                | 하랑우탄           | 853                | 케오퍼스           |
| 045                | 라플레시아         | 196                | 에브이             | 296                | 마크탕             | 431                | 나옹마             | 538   | 던지미       | 694                | 목도리키텔         | 766                | 내던숭이           | 854                | 데인차             |
| 046                | 파라스             | 197                | 블래키             | 297                | 하리뭉             | 432                | 몬냥이             | 539   | 타격귀       | 695                | 일레도리자드       | 767                | 꼬시레             | 855                | 포트데스           |
| 047                | 파라섹트           | 198                | 니로우             | 298                | 루리리 ※           | 433                | 랑딸랑 ※           | 540   | 두르보       | 696                | 티고라스 ♩         | 768                | 갑주무사           | 856                | 몸지브림           |
| 048                | 콘팡               | 199                | 야도킹             | 299                | 코코파스           | 434                | 스컹뿡             | 541   | 두르쿤       | 697                | 견고라스 ♩         | 769                | 모래꿍             | 857                | 손지브림           |
| 049                | 도나리             | 200                | 무우마             | 300                | 에나비             | 435                | 스컹탱크           | 542   | 모아머       | 698                | 아마루스 ♩         | 770                | 모래성이당         | 858                | 브리무음           |
| 050                | 디그다             | 201                | 안농               | 301                | 델케티             | 436                | 동미러             | 543   | 마디네       | 699                | 아마루르가 ♩       | 771                | 해무기             | 859                | 메롱꿍             |
| 051                | 닥트리오           | 202                | 마자용             | 302                | 깜까미 ¶           | 437                | 동탁군             | 544   | 휠구         | 700                | 님피아             | 772                | 타입:널 ‡          | 860                | 쏘겨모             |
| 052                | 나옹               | 203                | 키링키             | 303                | 입치트 §           | 438                | 꼬지지 ※           | 545   | 펜드라       | 701                | 루차불             | 773                | 실버디 ‡           | 861                | 오롱털             |
| 053                | 페르시안           | 204                | 피콘               | 304                | 가보리             | 439                | 흉내내 ※           | 546   | 소미안       | 702                | 데덴네             | 774                | 메테노             | 862                | 가로막구리         |
| 054                | 고라파덕           | 205                | 쏘콘               | 305                | 갱도라             | 440                | 핑복 ※             | 547   | 엘풍         | 703                | 멜리시             | 775                | 자말라             | 863                | 나이킹             |
| 055                | 골덕               | 206                | 노고치             | 306                | 보스로라 §         | 441                | 페라페             | 548   | 치릴리       | 704                | 미끄메라           | 776                | 폭거북스           | 864                | 산호르곤           |
| 056                | 망키               | 207                | 글라이거           | 307                | 요가랑             | 442                | 화강돌             | 549   | 드레디어     | 705                | 미끄네일           | 777                | 토게데마루         | 865                | 창파나이트         |
| 057                | 성원숭             | 208                | 강철톤 ¶           | 308                | 요가램 §           | 443                | 딥상어동           | 550   | 배쓰나이     | 706                | 미끄래곤           | 778                | 따라큐             | 866                | 마임꽁꽁           |
| 058                | 가디               | 209                | 블루               | 309                | 썬더라이           | 444                | 한바이트           | 551   | 깜눈크       | 707                | 클레피             | 779                | 치갈기             | 867                | 데스판             |
| 059                | 윈디               | 210                | 그랑블루           | 310                | 썬더볼트 §         | 445                | 한카리아스 §       | 552   | 악비르       | 708                | 나목령             | 780                | 할비롱             | 868                | 마빌크             |
| 060                | 발챙이             | 211                | 침바루             | 311                | 플러시             | 446                | 먹고자 ※           | 553   | 악비아르     | 709                | 대로트             | 781                | 타타륜             | 869                | 마휘핑             |
| 061                | 슈륙챙이           | 212                | 핫삼 §             | 312                | 마이농             | 447                | 리오르 ※           | 554   | 달막화       | 710                | 호바귀             | 782                | 짜랑꼬             | 870                | 대여르             |
| 062                | 강챙이             | 213                | 단단지             | 313                | 볼비트             | 448                | 루카리오 §         | 555   | 불비달마     | 711                | 펌킨인             | 783                | 짜랑고우           | 871                | 찌르성게           |
| 063                | 캐이시             | 214                | 헤라크로스 §       | 314                | 네오비트           | 449                | 히포포타스         | 556   | 마라카치     | 712                | 꽁어름             | 784                | 짜랑고우거         | 872                | 누니머기           |
| 064                | 윤겔라             | 215                | 포푸니             | 315                | 로젤리아           | 450                | 하마돈             | 557   | 돌살이       | 713                | 크레베이스         | 785                | 카푸꼬꼬꼭 ‡       | 873                | 모스노우           |
| 065                | 후딘¶              | 216                | 깜지곰             | 316                | 꼴깍몬             | 451                | 스콜피             | 558   | 암팰리스     | 714                | 음뱃               | 786                | 카푸나비나 ‡       | 874                | 돌헨진             |
| 066                | 알통몬             | 217                | 링곰               | 317                | 꿀꺽몬             | 452                | 드래피온           | 559   | 곤율랭       | 715                | 음번               | 787                | 카푸브루루 ‡       | 875                | 빙큐보             |
| 067                | 근육몬             | 218                | 마그마그           | 318                | 샤프니아           | 453                | 삐딱구리           | 560   | 곤율거니     | 716                | 제르네아스 ‡       | 788                | 카푸느지느 ‡       | 876                | 에써르             |
| 068                | 괴력몬             | 219                | 마그카르고         | 319                | 샤크니아 ¶         | 454                | 독개굴             | 561   | 심보러       | 717                | 이벨타르 ‡         | 789                | 코스모그 ‡         | 877                | 모르페코           |
| 069                | 모다피             | 220                | 꾸꾸리             | 320                | 고래왕자           | 455                | 무스틈니           | 562   | 데스마스     | 718                | 지가르데 ‡         | 790                | 코스모움 ‡         | 878                | 끼리동             |
| 070                | 우츠동             | 221                | 메꾸리             | 321                | 고래왕             | 456                | 형광어             | 563   | 데스니칸     | 719                | 디안시 ♭ ¶         | 791                | 솔가레오 ‡         | 879                | 대왕끼리동         |
| 071                | 우츠보트           | 222                | 코산호             | 322                | 둔타               | 457                | 네오라이트         | 564   | 프로토가 ♩   | 720                | 후파 ♭             | 792                | 루나아라 ‡         | 880                | 파치래곤 ♩         |
| 072                | 왕눈해             | 223                | 총어               | 323                | 폭타 ¶             | 458                | 타만타 ※           | 565   | 늑골라 ♩     | 721                | 볼케니온 ♭         | 793                | 텅비드 ♯           | 881                | 파치르돈 ♩         |
| 073                | 독파리             | 224                | 대포무노           | 324                | 코터스             | 459                | 눈쓰개             | 566   | 아켄 ♩       | 추가된 포켓몬 없음 | 추가된 포켓몬 없음 | 794                | 매시붕 ♯           | 882                | 어래곤 ♩           |
| 074                | 꼬마돌             | 225                | 딜리버드           | 325                | 피그점프           | 460                | 눈설왕 §           | 567   | 아케오스 ♩   | 추가된 포켓몬 없음 | 추가된 포켓몬 없음 | 795                | 페로코체 ♯         | 883                | 어치르돈 ♩         |
| 075                | 데구리             | 226                | 만타인             | 326                | 피그킹             | 461                | 포푸니라           | 568   | 깨봉이       | 추가된 포켓몬 없음 | 추가된 포켓몬 없음 | 796                | 전수목 ♯           | 884                | 두랄루돈           |
| 076                | 딱구리             | 227                | 무장조             | 327                | 얼루기             | 462                | 자포코일           | 569   | 더스트나     | 추가된 포켓몬 없음 | 추가된 포켓몬 없음 | 797                | 철화구야 ♯         | 885                | 드라꼰             |
| 077                | 포니타             | 228                | 델빌               | 328                | 톱치               | 463                | 내룸벨트           | 570   | 조로아       | 추가된 포켓몬 없음 | 추가된 포켓몬 없음 | 798                | 종이신도 ♯         | 886                | 드래런치           |
| 078                | 날쌩마             | 229                | 헬가 §             | 329                | 비브라바           | 464                | 거대코뿌리         | 571   | 조로아크     | 추가된 포켓몬 없음 | 추가된 포켓몬 없음 | 799                | 악식킹 ♯           | 887                | 드래펄트           |
| 079                | 야돈               | 230                | 킹드라             | 330                | 플라이곤           | 465                | 덩쿠림보           | 572   | 치라미       | 추가된 포켓몬 없음 | 추가된 포켓몬 없음 | 800                | 네크로즈마 ‡       | 888                | 자시안 ‡           |
| 080                | 야도란 ¶           | 231                | 코코리             | 331                | 선인왕             | 466                | 에레키블           | 573   | 치라치노     | 추가된 포켓몬 없음 | 추가된 포켓몬 없음 | 801                | 마기아나 ♭         | 889                | 자마젠타 ‡         |
| 081                | 코일               | 232                | 코리갑             | 332                | 밤선인             | 467                | 마그마번           | 574   | 고디탱       | 추가된 포켓몬 없음 | 추가된 포켓몬 없음 | 802                | 마샤도 ♭           | 890                | 무한다이노 ‡       |
| 082                | 레어코일           | 233                | 폴리곤2            | 333                | 파비코             | 468                | 토게키스           | 575   | 고디보미     | 추가된 포켓몬 없음 | 추가된 포켓몬 없음 | 803                | 베베놈 ♯           | 891                | 치고마 ‡           |
| 083                | 파오리             | 234                | 노라키             | 334                | 파비코리           | 469                | 메가자리           | 576   | 고디모아젤   | 추가된 포켓몬 없음 | 추가된 포켓몬 없음 | 804                | 아고용 ♯           | 892                | 우라오스 ‡         |
| 084                | 두두               | 235                | 루브도             | 335                | 쟝고               | 470                | 리피아             | 577   | 유니란       | 추가된 포켓몬 없음 | 추가된 포켓몬 없음 | 805                | 차곡차곡 ♯         | 893                | 자루도 ♭           |
| 085                | 두트리오           | 236                | 배루키 ※           | 336                | 세비퍼             | 471                | 글레이시아         | 578   | 듀란         | 추가된 포켓몬 없음 | 추가된 포켓몬 없음 | 806                | 두파팡 ♯           | 894                | 레지에레키 ‡       |
| 086                | 쥬쥬               | 237                | 카포에라           | 337                | 루나톤             | 472                | 글라이온           | 579   | 란쿨루스     | 추가된 포켓몬 없음 | 추가된 포켓몬 없음 | 807                | 제라오라 ♭         | 895                | 레지드래고 ‡       |
| 087                | 쥬레곤             | 238                | 뽀뽀라 ※           | 338                | 솔록               | 473                | 맘모꾸리           | 580   | 꼬지보리     | 추가된 포켓몬 없음 | 추가된 포켓몬 없음 | 808                | 멜탄 ♭             | 896                | 블리자포스 ‡       |
| 088                | 질퍽이             | 239                | 에레키드 ※         | 339                | 미꾸리             | 474                | 폴리곤Z            | 581   | 스완나       | 추가된 포켓몬 없음 | 추가된 포켓몬 없음 | 809                | 멜메탈 ♭           | 897                | 레이스포스 ‡       |
| 089                | 질뻐기             | 240                | 마그비 ※           | 340                | 메깅               | 475                | 엘레이드 ¶         | 582   | 바닐프티     | 추가된 포켓몬 없음 | 추가된 포켓몬 없음 | 추가된 포켓몬 없음 | 추가된 포켓몬 없음 | 898                | 버드렉스 ‡         |
| 090                | 셀러               | 241                | 밀탱크             | 341                | 가재군             | 476                | 대코파스           | 583   | 바닐리치     | 추가된 포켓몬 없음 | 추가된 포켓몬 없음 | 추가된 포켓몬 없음 | 추가된 포켓몬 없음 | 899                | 신비록             |
| 091                | 파르셀             | 242                | 해피너스           | 342                | 가재장군           | 477                | 야느와르몽         | 584   | 배바닐라     | 추가된 포켓몬 없음 | 추가된 포켓몬 없음 | 추가된 포켓몬 없음 | 추가된 포켓몬 없음 | 900                | 사마자르           |
| 092                | 고오스             | 243                | 라이코 ‡           | 343                | 오뚝군             | 478                | 눈여아             | 585   | 사철록       | 추가된 포켓몬 없음 | 추가된 포켓몬 없음 | 추가된 포켓몬 없음 | 추가된 포켓몬 없음 | 901                | 다투곰             |
| 093                | 고우스트           | 244                | 엔테이 ‡           | 344                | 점토도리           | 479                | 로토무             | 586   | 바라철록     | 추가된 포켓몬 없음 | 추가된 포켓몬 없음 | 추가된 포켓몬 없음 | 추가된 포켓몬 없음 | 902                | 대쓰여너           |
| 094                | 팬텀 §             | 245                | 스이쿤 ‡           | 345                | 릴링 ♩             | 480                | 유크시 ‡           | 587   | 에몽가       | 추가된 포켓몬 없음 | 추가된 포켓몬 없음 | 추가된 포켓몬 없음 | 추가된 포켓몬 없음 | 903                | 포푸니크           |
| 095                | 롱스톤             | 246                | 애버라스           | 346                | 릴리요 ♩           | 481                | 엠라이트 ‡         | 588   | 딱정곤       | 추가된 포켓몬 없음 | 추가된 포켓몬 없음 | 추가된 포켓몬 없음 | 추가된 포켓몬 없음 | 904                | 장침바루           |
| 096                | 슬리프             | 247                | 데기라스           | 347                | 아노딥스 ♩         | 482                | 아그놈 ‡           | 589   | 슈바르고     | 추가된 포켓몬 없음 | 추가된 포켓몬 없음 | 추가된 포켓몬 없음 | 추가된 포켓몬 없음 | 905                | 러브로스 ‡         |
| 097                | 슬리퍼             | 248                | 마기라스 §         | 348                | 아말도 ♩           | 483                | 디아루가 ‡         | 590   | 깜놀버슬     | 추가된 포켓몬 없음 | 추가된 포켓몬 없음 | 추가된 포켓몬 없음 | 추가된 포켓몬 없음 | 추가된 포켓몬 없음 | 추가된 포켓몬 없음 |
| 098                | 크랩               | 249                | 루기아 ‡           | 349                | 빈티나             | 484                | 펄기아 ‡           | 591   | 뽀록나       | 추가된 포켓몬 없음 | 추가된 포켓몬 없음 | 추가된 포켓몬 없음 | 추가된 포켓몬 없음 | 추가된 포켓몬 없음 | 추가된 포켓몬 없음 |
| 099                | 킹크랩             | 250                | 칠색조 ‡           | 350                | 밀로틱             | 485                | 히드런 ‡           | 592   | 탱그릴       | 추가된 포켓몬 없음 | 추가된 포켓몬 없음 | 추가된 포켓몬 없음 | 추가된 포켓몬 없음 | 추가된 포켓몬 없음 | 추가된 포켓몬 없음 |
| 100                | 찌리리공           | 251                | 세레비 ♭           | 351                | 캐스퐁             | 486                | 레지기가스 ‡       | 593   | 탱탱겔       | 추가된 포켓몬 없음 | 추가된 포켓몬 없음 | 추가된 포켓몬 없음 | 추가된 포켓몬 없음 | 추가된 포켓몬 없음 | 추가된 포켓몬 없음 |
| 101                | 붐볼               | 추가된 포켓몬 없음 | 추가된 포켓몬 없음 | 352                | 켈리몬             | 487                | 기라티나 ‡         | 594   | 맘복치       | 추가된 포켓몬 없음 | 추가된 포켓몬 없음 | 추가된 포켓몬 없음 | 추가된 포켓몬 없음 | 추가된 포켓몬 없음 | 추가된 포켓몬 없음 |
| 102                | 아라리             | 추가된 포켓몬 없음 | 추가된 포켓몬 없음 | 353                | 어둠대신           | 488                | 크레세리아 ‡       | 595   | 파쪼옥       | 추가된 포켓몬 없음 | 추가된 포켓몬 없음 | 추가된 포켓몬 없음 | 추가된 포켓몬 없음 | 추가된 포켓몬 없음 | 추가된 포켓몬 없음 |
| 103                | 나시               | 추가된 포켓몬 없음 | 추가된 포켓몬 없음 | 354                | 다크펫 §           | 489                | 피오네 ♭           | 596   | 전툴라       | 추가된 포켓몬 없음 | 추가된 포켓몬 없음 | 추가된 포켓몬 없음 | 추가된 포켓몬 없음 | 추가된 포켓몬 없음 | 추가된 포켓몬 없음 |
| 104                | 탕구리             | 추가된 포켓몬 없음 | 추가된 포켓몬 없음 | 355                | 해골몽             | 490                | 마나피 ♭           | 597   | 철시드       | 추가된 포켓몬 없음 | 추가된 포켓몬 없음 | 추가된 포켓몬 없음 | 추가된 포켓몬 없음 | 추가된 포켓몬 없음 | 추가된 포켓몬 없음 |
| 105                | 텅구리             | 추가된 포켓몬 없음 | 추가된 포켓몬 없음 | 356                | 미라몽             | 491                | 다크라이 ♭         | 598   | 너트령       | 추가된 포켓몬 없음 | 추가된 포켓몬 없음 | 추가된 포켓몬 없음 | 추가된 포켓몬 없음 | 추가된 포켓몬 없음 | 추가된 포켓몬 없음 |
| 106                | 시라소몬           | 추가된 포켓몬 없음 | 추가된 포켓몬 없음 | 357                | 트로피우스         | 492                | 쉐이미 ♭           | 599   | 기어르       | 추가된 포켓몬 없음 | 추가된 포켓몬 없음 | 추가된 포켓몬 없음 | 추가된 포켓몬 없음 | 추가된 포켓몬 없음 | 추가된 포켓몬 없음 |
| 107                | 홍수몬             | 추가된 포켓몬 없음 | 추가된 포켓몬 없음 | 358                | 치렁               | 493                | 아르세우스 ♭       | 600   | 기기어르     | 추가된 포켓몬 없음 | 추가된 포켓몬 없음 | 추가된 포켓몬 없음 | 추가된 포켓몬 없음 | 추가된 포켓몬 없음 | 추가된 포켓몬 없음 |
| 108                | 내루미             | 추가된 포켓몬 없음 | 추가된 포켓몬 없음 | 359                | 앱솔 §             | 추가된 포켓몬 없음 | 추가된 포켓몬 없음 | 601   | 기기기어르   | 추가된 포켓몬 없음 | 추가된 포켓몬 없음 | 추가된 포켓몬 없음 | 추가된 포켓몬 없음 | 추가된 포켓몬 없음 | 추가된 포켓몬 없음 |
| 109                | 또가스             | 추가된 포켓몬 없음 | 추가된 포켓몬 없음 | 360                | 마자 ※             | 추가된 포켓몬 없음 | 추가된 포켓몬 없음 | 602   | 저리어       | 추가된 포켓몬 없음 | 추가된 포켓몬 없음 | 추가된 포켓몬 없음 | 추가된 포켓몬 없음 | 추가된 포켓몬 없음 | 추가된 포켓몬 없음 |
| 110                | 또도가스           | 추가된 포켓몬 없음 | 추가된 포켓몬 없음 | 361                | 눈꼬마             | 추가된 포켓몬 없음 | 추가된 포켓몬 없음 | 603   | 저리더프     | 추가된 포켓몬 없음 | 추가된 포켓몬 없음 | 추가된 포켓몬 없음 | 추가된 포켓몬 없음 | 추가된 포켓몬 없음 | 추가된 포켓몬 없음 |
| 111                | 뿔카노             | 추가된 포켓몬 없음 | 추가된 포켓몬 없음 | 362                | 얼음귀신 ¶         | 추가된 포켓몬 없음 | 추가된 포켓몬 없음 | 604   | 저리더프     | 추가된 포켓몬 없음 | 추가된 포켓몬 없음 | 추가된 포켓몬 없음 | 추가된 포켓몬 없음 | 추가된 포켓몬 없음 | 추가된 포켓몬 없음 |
| 112                | 코뿌리             | 추가된 포켓몬 없음 | 추가된 포켓몬 없음 | 363                | 대굴레오           | 추가된 포켓몬 없음 | 추가된 포켓몬 없음 | 605   | 리그레       | 추가된 포켓몬 없음 | 추가된 포켓몬 없음 | 추가된 포켓몬 없음 | 추가된 포켓몬 없음 | 추가된 포켓몬 없음 | 추가된 포켓몬 없음 |
| 113                | 럭키               | 추가된 포켓몬 없음 | 추가된 포켓몬 없음 | 364                | 씨레오             | 추가된 포켓몬 없음 | 추가된 포켓몬 없음 | 606   | 벰크         | 추가된 포켓몬 없음 | 추가된 포켓몬 없음 | 추가된 포켓몬 없음 | 추가된 포켓몬 없음 | 추가된 포켓몬 없음 | 추가된 포켓몬 없음 |
| 114                | 덩쿠리             | 추가된 포켓몬 없음 | 추가된 포켓몬 없음 | 365                | 씨카이저           | 추가된 포켓몬 없음 | 추가된 포켓몬 없음 | 607   | 불켜미       | 추가된 포켓몬 없음 | 추가된 포켓몬 없음 | 추가된 포켓몬 없음 | 추가된 포켓몬 없음 | 추가된 포켓몬 없음 | 추가된 포켓몬 없음 |
| 115                | 캥카 §             | 추가된 포켓몬 없음 | 추가된 포켓몬 없음 | 366                | 진주몽             | 추가된 포켓몬 없음 | 추가된 포켓몬 없음 | 608   | 램프라       | 추가된 포켓몬 없음 | 추가된 포켓몬 없음 | 추가된 포켓몬 없음 | 추가된 포켓몬 없음 | 추가된 포켓몬 없음 | 추가된 포켓몬 없음 |
| 116                | 쏘드라             | 추가된 포켓몬 없음 | 추가된 포켓몬 없음 | 367                | 헌테일             | 추가된 포켓몬 없음 | 추가된 포켓몬 없음 | 609   | 샹델라       | 추가된 포켓몬 없음 | 추가된 포켓몬 없음 | 추가된 포켓몬 없음 | 추가된 포켓몬 없음 | 추가된 포켓몬 없음 | 추가된 포켓몬 없음 |
| 117                | 시드라             | 추가된 포켓몬 없음 | 추가된 포켓몬 없음 | 368                | 분홍장이           | 추가된 포켓몬 없음 | 추가된 포켓몬 없음 | 610   | 터검니       | 추가된 포켓몬 없음 | 추가된 포켓몬 없음 | 추가된 포켓몬 없음 | 추가된 포켓몬 없음 | 추가된 포켓몬 없음 | 추가된 포켓몬 없음 |
| 118                | 콘치               | 추가된 포켓몬 없음 | 추가된 포켓몬 없음 | 369                | 시라칸             | 추가된 포켓몬 없음 | 추가된 포켓몬 없음 | 611   | 액슨도       | 추가된 포켓몬 없음 | 추가된 포켓몬 없음 | 추가된 포켓몬 없음 | 추가된 포켓몬 없음 | 추가된 포켓몬 없음 | 추가된 포켓몬 없음 |
| 119                | 왕콘치             | 추가된 포켓몬 없음 | 추가된 포켓몬 없음 | 370                | 사랑동이           | 추가된 포켓몬 없음 | 추가된 포켓몬 없음 | 612   | 액스라이즈   | 추가된 포켓몬 없음 | 추가된 포켓몬 없음 | 추가된 포켓몬 없음 | 추가된 포켓몬 없음 | 추가된 포켓몬 없음 | 추가된 포켓몬 없음 |
| 120                | 별가사리           | 추가된 포켓몬 없음 | 추가된 포켓몬 없음 | 371                | 아공이             | 추가된 포켓몬 없음 | 추가된 포켓몬 없음 | 613   | 코고미       | 추가된 포켓몬 없음 | 추가된 포켓몬 없음 | 추가된 포켓몬 없음 | 추가된 포켓몬 없음 | 추가된 포켓몬 없음 | 추가된 포켓몬 없음 |
| 121                | 아쿠스타           | 추가된 포켓몬 없음 | 추가된 포켓몬 없음 | 372                | 쉘곤               | 추가된 포켓몬 없음 | 추가된 포켓몬 없음 | 614   | 툰베어       | 추가된 포켓몬 없음 | 추가된 포켓몬 없음 | 추가된 포켓몬 없음 | 추가된 포켓몬 없음 | 추가된 포켓몬 없음 | 추가된 포켓몬 없음 |
| 122                | 마임맨             | 추가된 포켓몬 없음 | 추가된 포켓몬 없음 | 373                | 보만다 ¶           | 추가된 포켓몬 없음 | 추가된 포켓몬 없음 | 615   | 프리지오     | 추가된 포켓몬 없음 | 추가된 포켓몬 없음 | 추가된 포켓몬 없음 | 추가된 포켓몬 없음 | 추가된 포켓몬 없음 | 추가된 포켓몬 없음 |
| 123                | 스라크             | 추가된 포켓몬 없음 | 추가된 포켓몬 없음 | 374                | 메탕               | 추가된 포켓몬 없음 | 추가된 포켓몬 없음 | 616   | 쪼마리       | 추가된 포켓몬 없음 | 추가된 포켓몬 없음 | 추가된 포켓몬 없음 | 추가된 포켓몬 없음 | 추가된 포켓몬 없음 | 추가된 포켓몬 없음 |
| 124                | 루주라             | 추가된 포켓몬 없음 | 추가된 포켓몬 없음 | 375                | 메탕구             | 추가된 포켓몬 없음 | 추가된 포켓몬 없음 | 617   | 어지리더     | 추가된 포켓몬 없음 | 추가된 포켓몬 없음 | 추가된 포켓몬 없음 | 추가된 포켓몬 없음 | 추가된 포켓몬 없음 | 추가된 포켓몬 없음 |
| 125                | 에레브             | 추가된 포켓몬 없음 | 추가된 포켓몬 없음 | 376                | 메타그로스 ¶       | 추가된 포켓몬 없음 | 추가된 포켓몬 없음 | 618   | 메더         | 추가된 포켓몬 없음 | 추가된 포켓몬 없음 | 추가된 포켓몬 없음 | 추가된 포켓몬 없음 | 추가된 포켓몬 없음 | 추가된 포켓몬 없음 |
| 126                | 마그마             | 추가된 포켓몬 없음 | 추가된 포켓몬 없음 | 377                | 레지락 ‡           | 추가된 포켓몬 없음 | 추가된 포켓몬 없음 | 619   | 비조푸       | 추가된 포켓몬 없음 | 추가된 포켓몬 없음 | 추가된 포켓몬 없음 | 추가된 포켓몬 없음 | 추가된 포켓몬 없음 | 추가된 포켓몬 없음 |
| 127                | 쁘사이저 §         | 추가된 포켓몬 없음 | 추가된 포켓몬 없음 | 378                | 레지아이스 ‡       | 추가된 포켓몬 없음 | 추가된 포켓몬 없음 | 620   | 비조도       | 추가된 포켓몬 없음 | 추가된 포켓몬 없음 | 추가된 포켓몬 없음 | 추가된 포켓몬 없음 | 추가된 포켓몬 없음 | 추가된 포켓몬 없음 |
| 128                | 켄타로스           | 추가된 포켓몬 없음 | 추가된 포켓몬 없음 | 379                | 레지스틸 ‡         | 추가된 포켓몬 없음 | 추가된 포켓몬 없음 | 621   | 크리만       | 추가된 포켓몬 없음 | 추가된 포켓몬 없음 | 추가된 포켓몬 없음 | 추가된 포켓몬 없음 | 추가된 포켓몬 없음 | 추가된 포켓몬 없음 |
| 129                | 잉어킹             | 추가된 포켓몬 없음 | 추가된 포켓몬 없음 | 380                | 라티아스 ‡ ¶       | 추가된 포켓몬 없음 | 추가된 포켓몬 없음 | 622   | 골비람       | 추가된 포켓몬 없음 | 추가된 포켓몬 없음 | 추가된 포켓몬 없음 | 추가된 포켓몬 없음 | 추가된 포켓몬 없음 | 추가된 포켓몬 없음 |
| 130                | 갸라도스 §         | 추가된 포켓몬 없음 | 추가된 포켓몬 없음 | 381                | 라티오스 ‡ ¶       | 추가된 포켓몬 없음 | 추가된 포켓몬 없음 | 623   | 골루그       | 추가된 포켓몬 없음 | 추가된 포켓몬 없음 | 추가된 포켓몬 없음 | 추가된 포켓몬 없음 | 추가된 포켓몬 없음 | 추가된 포켓몬 없음 |
| 131                | 라프라스           | 추가된 포켓몬 없음 | 추가된 포켓몬 없음 | 382                | 가이오가 ‡ ¶       | 추가된 포켓몬 없음 | 추가된 포켓몬 없음 | 624   | 자망칼       | 추가된 포켓몬 없음 | 추가된 포켓몬 없음 | 추가된 포켓몬 없음 | 추가된 포켓몬 없음 | 추가된 포켓몬 없음 | 추가된 포켓몬 없음 |
| 132                | 메타몽             | 추가된 포켓몬 없음 | 추가된 포켓몬 없음 | 383                | 그란돈 ‡ ¶         | 추가된 포켓몬 없음 | 추가된 포켓몬 없음 | 625   | 절각참       | 추가된 포켓몬 없음 | 추가된 포켓몬 없음 | 추가된 포켓몬 없음 | 추가된 포켓몬 없음 | 추가된 포켓몬 없음 | 추가된 포켓몬 없음 |
| 133                | 이브이             | 추가된 포켓몬 없음 | 추가된 포켓몬 없음 | 384                | 레쿠쟈 ‡ ¶         | 추가된 포켓몬 없음 | 추가된 포켓몬 없음 | 626   | 버프론       | 추가된 포켓몬 없음 | 추가된 포켓몬 없음 | 추가된 포켓몬 없음 | 추가된 포켓몬 없음 | 추가된 포켓몬 없음 | 추가된 포켓몬 없음 |
| 134                | 샤미드             | 추가된 포켓몬 없음 | 추가된 포켓몬 없음 | 385                | 지라치 ♭           | 추가된 포켓몬 없음 | 추가된 포켓몬 없음 | 627   | 수리둥보     | 추가된 포켓몬 없음 | 추가된 포켓몬 없음 | 추가된 포켓몬 없음 | 추가된 포켓몬 없음 | 추가된 포켓몬 없음 | 추가된 포켓몬 없음 |
| 135                | 쥬피썬더           | 추가된 포켓몬 없음 | 추가된 포켓몬 없음 | 386                | 테오키스 ♭         | 추가된 포켓몬 없음 | 추가된 포켓몬 없음 | 628   | 워글         | 추가된 포켓몬 없음 | 추가된 포켓몬 없음 | 추가된 포켓몬 없음 | 추가된 포켓몬 없음 | 추가된 포켓몬 없음 | 추가된 포켓몬 없음 |
| 136                | 부스터             | 추가된 포켓몬 없음 | 추가된 포켓몬 없음 | 추가된 포켓몬 없음 | 추가된 포켓몬 없음 | 추가된 포켓몬 없음 | 추가된 포켓몬 없음 | 629   | 벌차이       | 추가된 포켓몬 없음 | 추가된 포켓몬 없음 | 추가된 포켓몬 없음 | 추가된 포켓몬 없음 | 추가된 포켓몬 없음 | 추가된 포켓몬 없음 |
| 137                | 폴리곤             | 추가된 포켓몬 없음 | 추가된 포켓몬 없음 | 추가된 포켓몬 없음 | 추가된 포켓몬 없음 | 추가된 포켓몬 없음 | 추가된 포켓몬 없음 | 630   | 버랜지나     | 추가된 포켓몬 없음 | 추가된 포켓몬 없음 | 추가된 포켓몬 없음 | 추가된 포켓몬 없음 | 추가된 포켓몬 없음 | 추가된 포켓몬 없음 |
| 138                | 암나이트 ♩         | 추가된 포켓몬 없음 | 추가된 포켓몬 없음 | 추가된 포켓몬 없음 | 추가된 포켓몬 없음 | 추가된 포켓몬 없음 | 추가된 포켓몬 없음 | 631   | 앤티골       | 추가된 포켓몬 없음 | 추가된 포켓몬 없음 | 추가된 포켓몬 없음 | 추가된 포켓몬 없음 | 추가된 포켓몬 없음 | 추가된 포켓몬 없음 |
| 139                | 암스타 ♩           | 추가된 포켓몬 없음 | 추가된 포켓몬 없음 | 추가된 포켓몬 없음 | 추가된 포켓몬 없음 | 추가된 포켓몬 없음 | 추가된 포켓몬 없음 | 632   | 아이앤트     | 추가된 포켓몬 없음 | 추가된 포켓몬 없음 | 추가된 포켓몬 없음 | 추가된 포켓몬 없음 | 추가된 포켓몬 없음 | 추가된 포켓몬 없음 |
| 140                | 투구 ♩             | 추가된 포켓몬 없음 | 추가된 포켓몬 없음 | 추가된 포켓몬 없음 | 추가된 포켓몬 없음 | 추가된 포켓몬 없음 | 추가된 포켓몬 없음 | 633   | 모노두       | 추가된 포켓몬 없음 | 추가된 포켓몬 없음 | 추가된 포켓몬 없음 | 추가된 포켓몬 없음 | 추가된 포켓몬 없음 | 추가된 포켓몬 없음 |
| 141                | 투구푸스 ♩         | 추가된 포켓몬 없음 | 추가된 포켓몬 없음 | 추가된 포켓몬 없음 | 추가된 포켓몬 없음 | 추가된 포켓몬 없음 | 추가된 포켓몬 없음 | 634   | 디헤드       | 추가된 포켓몬 없음 | 추가된 포켓몬 없음 | 추가된 포켓몬 없음 | 추가된 포켓몬 없음 | 추가된 포켓몬 없음 | 추가된 포켓몬 없음 |
| 142                | 프테라 ♩ §         | 추가된 포켓몬 없음 | 추가된 포켓몬 없음 | 추가된 포켓몬 없음 | 추가된 포켓몬 없음 | 추가된 포켓몬 없음 | 추가된 포켓몬 없음 | 635   | 삼삼드래     | 추가된 포켓몬 없음 | 추가된 포켓몬 없음 | 추가된 포켓몬 없음 | 추가된 포켓몬 없음 | 추가된 포켓몬 없음 | 추가된 포켓몬 없음 |
| 143                | 잠만보             | 추가된 포켓몬 없음 | 추가된 포켓몬 없음 | 추가된 포켓몬 없음 | 추가된 포켓몬 없음 | 추가된 포켓몬 없음 | 추가된 포켓몬 없음 | 636   | 활화르바     | 추가된 포켓몬 없음 | 추가된 포켓몬 없음 | 추가된 포켓몬 없음 | 추가된 포켓몬 없음 | 추가된 포켓몬 없음 | 추가된 포켓몬 없음 |
| 144                | 프리져 ‡           | 추가된 포켓몬 없음 | 추가된 포켓몬 없음 | 추가된 포켓몬 없음 | 추가된 포켓몬 없음 | 추가된 포켓몬 없음 | 추가된 포켓몬 없음 | 637   | 불카모스     | 추가된 포켓몬 없음 | 추가된 포켓몬 없음 | 추가된 포켓몬 없음 | 추가된 포켓몬 없음 | 추가된 포켓몬 없음 | 추가된 포켓몬 없음 |
| 145                | 썬더 ‡             | 추가된 포켓몬 없음 | 추가된 포켓몬 없음 | 추가된 포켓몬 없음 | 추가된 포켓몬 없음 | 추가된 포켓몬 없음 | 추가된 포켓몬 없음 | 638   | 코바르온 ‡   | 추가된 포켓몬 없음 | 추가된 포켓몬 없음 | 추가된 포켓몬 없음 | 추가된 포켓몬 없음 | 추가된 포켓몬 없음 | 추가된 포켓몬 없음 |
| 146                | 파이어 ‡           | 추가된 포켓몬 없음 | 추가된 포켓몬 없음 | 추가된 포켓몬 없음 | 추가된 포켓몬 없음 | 추가된 포켓몬 없음 | 추가된 포켓몬 없음 | 639   | 테라키온 ‡   | 추가된 포켓몬 없음 | 추가된 포켓몬 없음 | 추가된 포켓몬 없음 | 추가된 포켓몬 없음 | 추가된 포켓몬 없음 | 추가된 포켓몬 없음 |
| 147                | 미뇽               | 추가된 포켓몬 없음 | 추가된 포켓몬 없음 | 추가된 포켓몬 없음 | 추가된 포켓몬 없음 | 추가된 포켓몬 없음 | 추가된 포켓몬 없음 | 640   | 비리디온 ‡   | 추가된 포켓몬 없음 | 추가된 포켓몬 없음 | 추가된 포켓몬 없음 | 추가된 포켓몬 없음 | 추가된 포켓몬 없음 | 추가된 포켓몬 없음 |
| 148                | 신뇽               | 추가된 포켓몬 없음 | 추가된 포켓몬 없음 | 추가된 포켓몬 없음 | 추가된 포켓몬 없음 | 추가된 포켓몬 없음 | 추가된 포켓몬 없음 | 641   | 토네로스 ‡   | 추가된 포켓몬 없음 | 추가된 포켓몬 없음 | 추가된 포켓몬 없음 | 추가된 포켓몬 없음 | 추가된 포켓몬 없음 | 추가된 포켓몬 없음 |
| 149                | 망나뇽             | 추가된 포켓몬 없음 | 추가된 포켓몬 없음 | 추가된 포켓몬 없음 | 추가된 포켓몬 없음 | 추가된 포켓몬 없음 | 추가된 포켓몬 없음 | 642   | 볼트로스 ‡   | 추가된 포켓몬 없음 | 추가된 포켓몬 없음 | 추가된 포켓몬 없음 | 추가된 포켓몬 없음 | 추가된 포켓몬 없음 | 추가된 포켓몬 없음 |
| 150                | 뮤츠 ‡ §           | 추가된 포켓몬 없음 | 추가된 포켓몬 없음 | 추가된 포켓몬 없음 | 추가된 포켓몬 없음 | 추가된 포켓몬 없음 | 추가된 포켓몬 없음 | 643   | 레시라무 ‡   | 추가된 포켓몬 없음 | 추가된 포켓몬 없음 | 추가된 포켓몬 없음 | 추가된 포켓몬 없음 | 추가된 포켓몬 없음 | 추가된 포켓몬 없음 |
| 151                | 뮤 ♭               | 추가된 포켓몬 없음 | 추가된 포켓몬 없음 | 추가된 포켓몬 없음 | 추가된 포켓몬 없음 | 추가된 포켓몬 없음 | 추가된 포켓몬 없음 | 644   | 제크로무 ‡   | 추가된 포켓몬 없음 | 추가된 포켓몬 없음 | 추가된 포켓몬 없음 | 추가된 포켓몬 없음 | 추가된 포켓몬 없음 | 추가된 포켓몬 없음 |
| 추가된 포켓몬 없음 | 추가된 포켓몬 없음 | 추가된 포켓몬 없음 | 추가된 포켓몬 없음 | 추가된 포켓몬 없음 | 추가된 포켓몬 없음 | 추가된 포켓몬 없음 | 추가된 포켓몬 없음 | 645   | 랜드로스 ‡   | 추가된 포켓몬 없음 | 추가된 포켓몬 없음 | 추가된 포켓몬 없음 | 추가된 포켓몬 없음 | 추가된 포켓몬 없음 | 추가된 포켓몬 없음 |
| 추가된 포켓몬 없음 | 추가된 포켓몬 없음 | 추가된 포켓몬 없음 | 추가된 포켓몬 없음 | 추가된 포켓몬 없음 | 추가된 포켓몬 없음 | 추가된 포켓몬 없음 | 추가된 포켓몬 없음 | 646   | 큐레무 ‡     | 추가된 포켓몬 없음 | 추가된 포켓몬 없음 | 추가된 포켓몬 없음 | 추가된 포켓몬 없음 | 추가된 포켓몬 없음 | 추가된 포켓몬 없음 |
| 추가된 포켓몬 없음 | 추가된 포켓몬 없음 | 추가된 포켓몬 없음 | 추가된 포켓몬 없음 | 추가된 포켓몬 없음 | 추가된 포켓몬 없음 | 추가된 포켓몬 없음 | 추가된 포켓몬 없음 | 647   | 케르디오 ♭   | 추가된 포켓몬 없음 | 추가된 포켓몬 없음 | 추가된 포켓몬 없음 | 추가된 포켓몬 없음 | 추가된 포켓몬 없음 | 추가된 포켓몬 없음 |
| 추가된 포켓몬 없음 | 추가된 포켓몬 없음 | 추가된 포켓몬 없음 | 추가된 포켓몬 없음 | 추가된 포켓몬 없음 | 추가된 포켓몬 없음 | 추가된 포켓몬 없음 | 추가된 포켓몬 없음 | 648   | 메로엣타 ♭   | 추가된 포켓몬 없음 | 추가된 포켓몬 없음 | 추가된 포켓몬 없음 | 추가된 포켓몬 없음 | 추가된 포켓몬 없음 | 추가된 포켓몬 없음 |
| 추가된 포켓몬 없음 | 추가된 포켓몬 없음 | 추가된 포켓몬 없음 | 추가된 포켓몬 없음 | 추가된 포켓몬 없음 | 추가된 포켓몬 없음 | 추가된 포켓몬 없음 | 추가된 포켓몬 없음 | 649   | 게노세크트 ♭ | 추가된 포켓몬 없음 | 추가된 포켓몬 없음 | 추가된 포켓몬 없음 | 추가된 포켓몬 없음 | 추가된 포켓몬 없음 | 추가된 포켓몬 없음 |

## 참고
1. 1 2  1세대와 2세대의 메인 시리즈 게임은 각각 2016년, 2018년에 포켓몬스터 시리즈 탄생 20주년을 기념하여 닌텐도 3DS eShop에서 판매되었다.
2. ↑  멜탄과 멜메탈은 포켓몬 고의 2018년 업데이트에서 처음 등장하였다. 멜탄과 멜메탈을 포켓몬스터 시리즈에서 사용하려면 포켓몬 고에서 레츠고! 피카츄 · 레츠고! 이브이로 이동시켜야만 한다.[31]
3. ↑  피카츄는 게임보이로 발매된 소프트웨어인 포켓몬스터 피카츄, 닌텐도 스위치로 발매된 소프트웨어 포켓몬스터 레츠고! 피카츄에서 스타팅 포켓몬으로 분류된다.
4. ↑  이브이는 닌텐도 스위치로 발매된 소프트웨어 포켓몬스터 레츠고! 이브이에서만 스타팅 포켓몬으로 분류된다.
5. ↑  테오키스는 환상의 포켓몬으로 분류되나,  포켓몬스터 오메가루비 · 알파사파이어의 델타 에피소드에서 포획이 가능하다.